# Frimley and Camberley

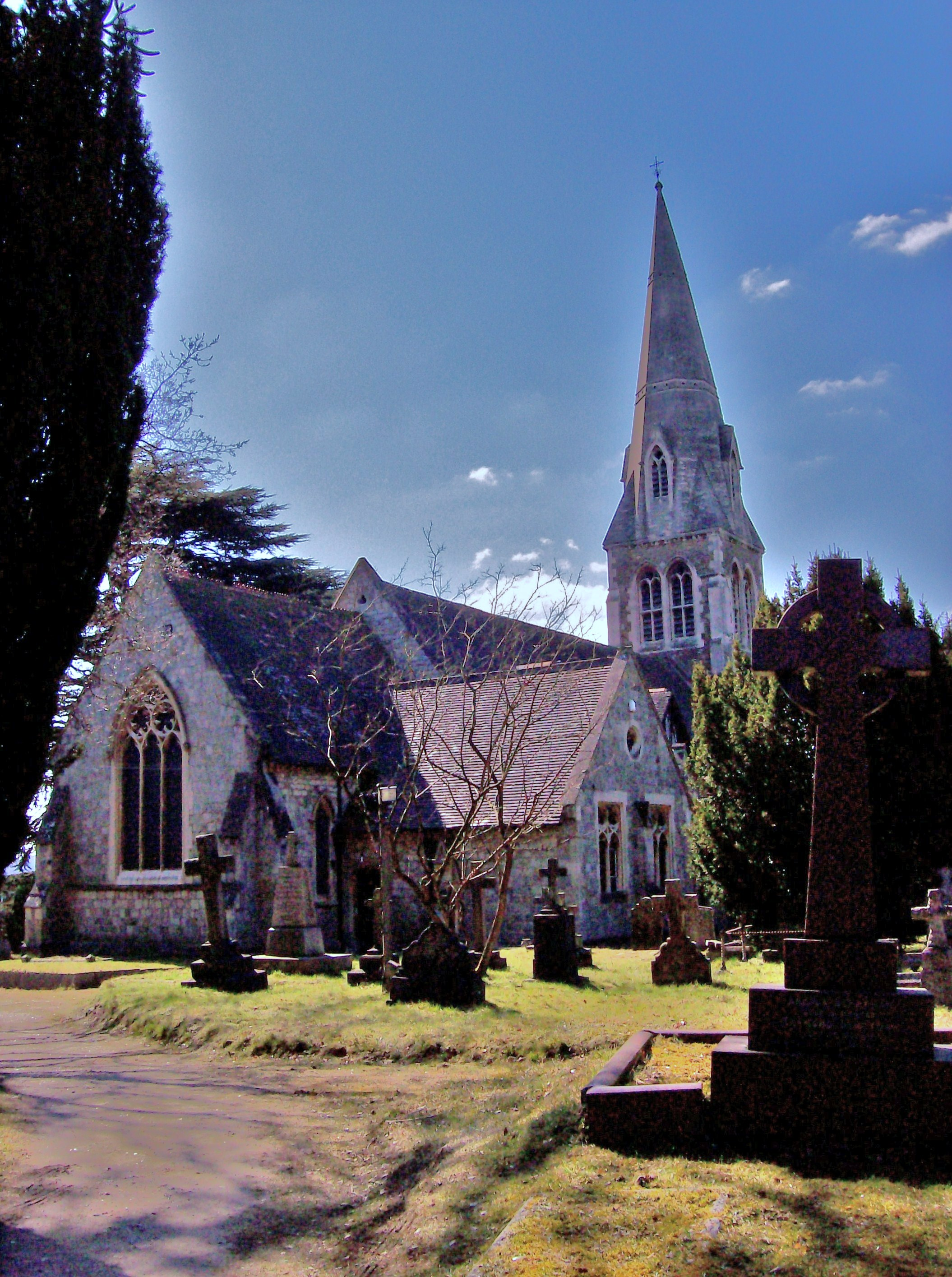
Camberley

Frimley and Camberley är en unparished area i distriktet Surrey Heath i grevskapet Surrey i England. Det inkluderar Camberley, Crawley Hill, Deepcut, Frimley, Frimley Green, Frimley Ridge, Heatherside, Mytchett, Mytchett Place och York Town. Unparished area hade 56 912 invånare år 2011. Fram till 1974 var det ett separat distrikt.